# Андреас Велингер
Андреас Велингер (Руполдинг 28. август 1995) је немачки репрезентативац у скијашким скоковима.

## Каријера
У Светском купу дебитовао је 2012. на малој скакаоници у Лилехамеру. После 1. серије био је водећи, али је на крају завршио на 5. месту. Исте године на великој скакаоници у Кусаму с колегама из репрезентације дошао је до прве екипне победе, а појединачно се два пута попео на победничко постоље: у Сочију и Енгелбергу. У сезони 2012/13. освојио је 393 бода, што му је било довољно за 20. место у укупном пласману.
Следеће године освојио је Летњи Гранд при испред Јернеја Дамјана. На првом такмичењу сезоне 2013/14. у Клингенталу био је други. Исти успех поновио је у Енгелбергу. Новогодишњу турнеју завршио је на 10. месту, да би касније у Висла дошао до досад једине победе у каријери.
Резултат каријере му је златна медаља са Зимских олимпијских игара 2014. у Сочију, коју је освојио у екипном такмичењу као члан репрезентације Немачке.
Већи део сезоне 2014/15. пропустио је због повреде мада је на самом њеном старту у Клингентхалу освојио 3. место. Вратио се у другом делу сезоне наступима на Светском јуниорском првенству у Алматију, гдје је освојио сребрну медаљу и у појединачном и у екипном такмичењу. Још једну екипну сребрну медаљу освојио је на Светском првенству у летовима 2016..

## Ретултати у светском купу

### Појединачна постоља
| Бр. | Датум         | Место         | Скакаоница      | К-тачка | HS     | скок 1  | скок 2  | Бодови    | Пласман | Победник           |   |
| --- | ------------- | ------------- | --------------- | ------- | ------ | ------- | ------- | --------- | ------- | ------------------ | - |
| 1.  | 9. 12. 2012.  | Красна Пољана | Руски горки     | К-95    | HS 106 | 100 м   | 102,5 м | 261,6     | 3.      | Aндреас Кофлер     |   |
| 2.  | 16. 12. 2012. | Енгелберг     | Титлис          | K-125   | HS 137 | 130 м   | 138,5 м | 270,3     | 2.      | Грегор Шлиренцауер |   |
| 3.  | 24. 11. 2013. | Клингентал    | Фогтланд арена  | K-125   | HS 140 | 132 м   | —^      | 132,8     | 2.      | Кжиштоф Бјегун     |   |
| 4.  | 22. 12. 2013. | Енгелберг     | Титлис          | K-125   | HS 137 | 131 м   | 129,5 м | 270,8     | 2.      | Камил Стох         |   |
| 5.  | 16. 1. 2014.  | Висла         | Малинка         | K-120   | HS 134 | 127 м   | 128,5 м | 262,8     | 1.      | —                  |   |
| 6.  | 23. 11. 2014. | Клингентал    | Фогтланд арена  | K-125   | HS 140 | 140 м   | 133 м   | 270,7     | 3.      | Роман Куделка      |   |
| 7.  | 14. 1. 2017.  | Висла         | Малинка         | K-120   | HS 134 | 127,5 м | 120,5 м | 249,1     | 3.      | Камил Стох         |   |
| 8.  | 22. 1. 2017.  | Закопане      | Вјелка Крокјев  | K-120   | HS 134 | 130,5 м | 133 м   | 285,8     | 2.      | Камил Штох         |   |
| 9.  | 29. 1. 2017.  | Вилинген      | Миленкопф       | K-130   | HS 145 | 147,5 м | 135 м   | 242,3 pkt | 1.      | —                  | — |
| 10. | 4. 2. 2017.   | Оберстдорф    | „Хејни Клопфер” | K-200   | HS 225 | 234,5 м | 222,5 м | 434,8     | 2.      | Штефан Крафт       |   |
| 11. | 5. 2. 2017.   | Оберстдорф    | „Хејни Клопфер” | K-200   | HS 225 | 238 м   | —^      | 220,0     | 2.      | Штефан Крафт       |   |
| 12. | 12. 2. 2017.  | Сапоро        | Окурајама       | K-123   | HS 137 | 140,5 м | 132 м   | 255,3     | 2.      | Камил Штох         |   |
| 13. | 15. 2. 2017.  | Pyeongchang   | Alpensia        | K-125   | HS 140 | 136 m   | 136 m   | 279,8     | 2.      | Штефан Крафт       |   |
| 14. | 16. 2. 2017.  | Pyeongchang   | Alpensia        | K-103   | HS 109 | 99 m    | 112 m   | 240,8     | 3.      | Maciej Kot         |   |
| 15. | 12. 3. 2017.  | Осло          | Холменколен     | K-120   | HS 134 | 133,5 м | 127 м   | 258,6     | 2.      | Штефан Крафт       |   |
| 16. | 16. 3. 2017.  | Трондхајм     | Граносен        | K-124   | HS 140 | 133 м   | 141,5 м | 289,6     | 3.      | Штефан Крафт       |   |
| 17. | 24. 3. 2017.  | Планица       | Леталница       | K-200   | HS 225 | 235 м   | 235 м   | 480 м     | 2.      | Штефан Крафт       |   |
| 18. | 26. 3. 2017.  | Планица       | Леталница       | K-200   | HS 225 | 238,5 м | —^      | 236,2     | 2.      | Штефан Крафт       |   |

^  – одржана само прва серија због јаког ветра

### Екипне победе
| Датум         | Место      | Скакаоница     |
| ------------- | ---------- | -------------- |
| 30. 11. 2012. | Кусамо     | Рукатунтури    |
| 22. 11. 2014. | Клингентал | Фогтланд арена |
| 21. 11. 2015. | Клингентал | Фогтланд арена |
| 9. 1. 2016.   | Вилинген   | Миленкопф      |

| Сезона   | Пласман |
| -------- | ------- |
| 2012/13. | 20.     |
| 2013/14. | 9.      |
| 2014/15. | 35.     |

| Сезона   | Пласман       |
| -------- | ------------- |
| 2012/13. | 9.            |
| 2013/14. | 10.           |
| 2014/15. | nije nastupio |
| 2015/16. | 10.           |

| Сезона   | Пласман |
| -------- | ------- |
| 2012/13. | 45.     |
| 2013/14. | 12.     |

| Сезона | Пласман |
| ------ | ------- |
| 2012.  | 72.     |
| 2013.  | 1.      |
| 2014.  | 18.     |
| 2015.  | 12.     |